# Мост Делал
Делал, мост Закхо, Пира Делал или Пирди Делал („Мост Делал“ на курдском ), неформално познат и као Пира Бери, је древни камени мост преко реке Хабур у граду Зако, у региону Курдистана у Ираку . Мост је дугачак око 115 метара и висок 16 метара. 

## Етимологија
Термин пир значи "мост", а делал значи "драг или леп" на курдском, "Пира Делал" значи "леп мост" (иако не у естетском смислу, већ више као нешто што је јединствено). Име одражава начин на који је мост виђен међу локалним становништвом, као и туристима. Мост је назван Делал, а град Зако се зове "Делалин Зако" у част Делале, јунакиње повезане са митом о пореклу моста.

## Историја
Верује се да је мост Делал први пут изграђен током римског доба, док се чини да је садашња грађевина из ере Абасида. Курди широм Курдистана посећују Мост Делал као споменик мира и уживања са породицом.   Једна од легенди у вези са градњом моста каже да су градитељу ампутиране обе руке како би мост остао јединствен.

## Легенда
Према уобичајеном миту повезаним са мостом, принц од Бохтана је наредио вештом грађевинару да му сагради мост на реци Тигар . Када је мост био завршен, принц је одсекао десну руку грађевинару као награду за добар посао на изградњи моста, али и да више никада не сагради други мост било где другде. Када је грађевинар стигао у град Зако, градоначелник града је затражио да изгради мост који ће повезати две стране реке Хабур која иде до Зака. Грађевинар је прихватио молбу упркос Бохтанском кнезу који му је одсекао десну руку. Када би неимар дошао до средњег дела моста, он би се увек срушио. Да би се то решило, једна од градских пророчица је обавестила грађевинара да онога ко први ступи на мост, човека или звер, закопа испод њега као жртву .
Дан касније, грађевинарева нећака Делал доносила му је ручак са својим псом. Грађевинар је у почетку био задовољан јер је пас трчао испред његове нећакиње и мислио је да ће пас први стати на мост. Међутим, чим су се приближили мосту, пас је стао и почео да њуши, па је Делал прва закорачила на мост. Како је грађевинар видео да Делала прва стиже до моста, пао је у шок и онесвестио се на кратко. Након што се освестио, грађевинар је Делали испричао причу о мосту. Делал му је тада рекла да је спремна да жртвује свој живот за свој град. Тако ју је грађевинар на крају сахранио испод моста. Када је Делалин муж стигао у град пошто је сазнао шта се догодило, узео је пијук  и почео да копа испод моста. Док је копао, чуо је пригушени глас своје сахрањене супруге Делал која му је наредила да престане и да је својим копањем физички повређује. Рекла му је тада да она жели да држи овај мост рукама и да ту остане заувек. На крају је престао и прихватио њену судбину.
Од тада би становници узгајали две дугачке биљке у једном од процепа између камења на једној страни моста, и говорили би о њима као о Делалиним кикама. 